# Salvatore Vecchione
Salvatore Vecchione (La Spezia, 6 luglio 1934) è un ex magistrato italiano.

## Biografia
Entrato in magistratura nel 1959, svolse le funzioni di pretore e, dal 1963, quelle di sostituto procuratore presso la Procura della Repubblica di Milano; divenne successivamente sostituto procuratore dinanzi alla Procura generale della Repubblica, incarico che mantenne fino al 1990.
Dal 1990 al 1995 fu procuratore della Repubblica di Viterbo, per poi assumere la carica di vicedirettore generale del Dipartimento dell'amministrazione penitenziaria e, nel 1996, quella di capo dell'ispettorato generale del Ministero di grazia e giustizia.
Il 5 aprile 1997 divenne procuratore della Repubblica di Roma e in tale veste si occupò, tra l'altro, dell'omicidio di Marta Russo e del caso Alpi-Hrovatin. In relazione a quest'ultimo procedimento, fu ampiamente criticata la scelta di Vecchione di avocare le indagini assegnate al pubblico ministero Giuseppe Pititto; la vicenda si trascinò fino al Consiglio superiore della magistratura, che tuttavia non assunse alcun provvedimento disciplinare nei confronti di Pititto.
Nell'aprile 2003 terminò l'incarico di procuratore presso il tribunale di Roma e nel giugno dello stesso anno fu nominato procuratore generale presso la Corte d'appello di Roma. Lasciò la magistratura nel luglio 2009.